# Гарсия, Серхио (гольфист)
Серхио Гарсия Фернандес (исп. Sergio García Fernández; 9 января 1980, Борриоль, Испания) — испанский гольфист, победитель Мастерса в 2017 году, призёр всех четырёх мейджоров, победитель 10 турниров в рамках PGA Тура, участник летних Олимпийских игр 2016 года, победитель 11 турниров в рамках PGA Тура, владелец футбольного клуба «Борриоль», выступающего в одной из низших лиг Испании.

## Биография
Серхио Гарсия родился в 1980 году в небольшом испанском городе Борриоль провинции Кастельон. Уже в три года Серхио начал заниматься гольфом под руководством своего отца Виктора Гарсии. С 1999 года Серхио стал участвовать в профессиональных турнирах. Уже в июле 1999 года Гарсия стал победителем турнира Murphy's Irish Open, проходившего в рамках Европейского тура. В августе того же года молодой испанец сенсационно стал вторым на своём дебютном чемпионате PGA. по итогам четырёх раундов Гарсия лишь один удар уступил Тайгеру Вудсу. В сентябре 1999 года Серхио, занимавший 25-е место в мировом рейтинге, квалифицировался в состав сборной Европы для участия в Кубке Райдера. По итогам матча Гарсия стал одним из четырёх гольфистов в составе европейской сборной, кому удалось набрать 3,5 очка. Также Гарсия стал самым молодым участником Кубка в истории сборной Европы. На момент участия испанцу было 19 лет и 258 дней.
В 2001 году Гарсия одержал победы сразу на двух турнира PGA Тура, выиграв MasterCard Colonial и Buick Classic, а в начале 2002 года добавил к этому списку и победу на Mercedes Championships. В 2004 и 2005 годах Серхио одержал ещё три победы на турних PGA Тура. Летом 2005 года, сразу после победы на Booz Allen Classic, Гарсия во второй раз в карьере смог попасть в число призёров мейджора. На Открытом чемпионате США испанец разделил третье место ещё с двумя гольфистами, уступив лишь новозеландцу Майклу Кэмпбеллу и Тайгеру Вудсу. В последующие несколько лет Гарсия был близок к победе в мейджоре, но дважды становился вторым: в 2007 году на Открытом чемпионате Великобритании и в чемпионате PGA в 2008 году. После этого в карьере испанца начался спад. С 2011 года Гарсия вновь начал побеждать на крупных международных турнирах. По итогам года Серхио одержал две победы в Европейском Туре, а также дважды вошёл в десятку на мейджорах. В августе 2012 года Гарсия одержал 8-ю победу в PGA Туре, победив на Wyndham Championship.
В августе 2016 года Серхио Гарсия принял участие в летних Олимпийских играх в Рио-де-Жанейро, в программу которых спустя 112 лет вернулся гольф. На протяжении всего турнира Гарсия показывал довольно стабильные результаты, но неудачная игра во втором раунде, когда испанец прошёл поле за 72 удара, не позволила ему претендовать на призовое место. По итогам олимпийского турнира Гарсия разделил 8-е место, уступив победителю британцу Джастину Роузу 9 ударов. В апреле 2017 года Серхио Гарсия выиграл свой первый титул мейджора. После четырёх раундов Мастерса Гарсия разделил первое место с Джастином Роузом. Оба гольфиста закончили турнир с результатом 9 ниже пар. Судьба чемпионства решилась в плей-офф, где Гарсия затратил на лунку 3 удара, а Роуз 5. 
Гарсия девять раз в составе сборной Европы участвовал в Кубке Райдера (1999—2008, 2012—2018) и шесть раз становился его победителем. Наивысшим результатом в мировом рейтинге для Гарсии является 2-е место, на которое он поднялся в ноябре 2008 года после победы на HSBC Champions.